# Мончинська волость
Мончинська волость — адміністративно-територіальна одиниця Бердичівського повіту Київської губернії з центром у селі Мончин.
Станом на 1886 рік складалася з 10 поселень, 9 сільських громад. Населення — 6670 осіб (3285 чоловічої статі та 3385 — жіночої), 804 дворових господарства.
|                     | Площа, десятин | У тому числі орної, дес. |
| ------------------- | -------------- | ------------------------ |
| Сільських громад    | 7755           | 6985                     |
| Приватної власності | 8227           | 6613                     |
| Іншої власності     | 405            | 298                      |
| Загалом             | 16387          | 13896                    |

Основні поселення волості:
- Мончин — колишнє власницьке село при струмкові Селець за 40 верст від повітового міста, 804 особи, 122 двори, православна церква, школа, постоялий будинок, водяний і вітряний млини.
- Левківка — колишнє власницьке село при річці Десна, 385 осіб, 58 дворів, православна церква, школа, постоялий будинок і водяний млин.
- Люлинці — колишнє власницьке село при струмкові Котлярка, 320 осіб, 50 дворів, православна церква, школа, постоялий будинок і водяний млин.
- Вівсяники — колишнє власницьке село при річці Десна, 964 особи, 136 дворів, православна церква та 2 постоялих будинки.
- Ординці — колишнє власницьке село при річці Рось, 964 особи, 136 дворів, православна церква, постоялий будинок, кузня та 2 водяних млини.
- Сопин — колишнє власницьке село при струмкові Селець, 887 осіб, 113 дворів, православна церква, школа, 3 постоялих будинки та 2 водяних млини.
- Станилівка  — колишнє власницьке село при річці струмкові Кочевинка, 570 осіб, 83 двори, православна церква, школа та 3 постоялих будинки.
- Талалаї — колишнє власницьке село при струмкові Котлярка, 545 осіб, 83 двори, православна церква та постоялий будинок.

Наприкінці 1880х років волость було ліквідовано, поселення увійшли до складу Спичинецької (Левківка, Люлинці, Мончин, Ординці, Сопин), Самгородської (Вівсяники, Станилівка) та Ширмівської (Талалаї) волостей.